# 同學，早安！
《同學，早安！》，是一部改編自慈濟志工楊招治師姊與玉里鎮三民福氣站成員的真實故事的電視劇，由蘇明明、林義雄、韓宜邦、謝麗金等演員主演，並於2018年12月13日起於大愛電視20:00正式首播。

## 播出時間
以下時間以當地時間（台灣時間）為準

### 電視首播
| 頻道                            | 所在地 | 播映日期                     | 播映時間 |
| 大愛電視台 （數位頻道同步播出） | 台灣   | 2018年12月13日－2019年1月9日 | 20:00    |

### 網路首播
| 頻道                 | 備註                 | 播映日期                     | 播映時間 |
| Yahoo! TV            | 與大愛電視台同步播出 | 2018年12月13日－2019年1月9日 | 20:00    |
| YouTube 大愛網路劇場 | 與大愛電視台同步播出 | 2018年12月13日－2019年1月9日 | 20:00    |

## 演員角色列表

### 主要角色
| 演員   | 角色           | 介紹 | 登場集數      |
| 蘇明明 | 楊招治         | 本劇女主角，在花蓮玉里鎮三民國小擔任擔任三十多年老師。面對自己的丈夫黃東連突然過世，她一肩擔起照顧公公和娘家父母親三位老人家的責任。從一開始時失去自己丈夫的內心背傷憂鬱與煎熬，到慢慢走出喪夫之痛堅強振作，決心不因年齡自我設限，鼓起勇氣報考汽車駕訓班學習開車。為了充實人生，開始參加家政班，插花課，在花蓮慈濟醫院擔任志工。即便校書年資已達退休資格也不願意退休。 | 第1集－第20集 |
| 王湘瑩 | 楊招治（年輕） | 本劇女主角，在花蓮玉里鎮三民國小擔任擔任三十多年老師。面對自己的丈夫黃東連突然過世，她一肩擔起照顧公公和娘家父母親三位老人家的責任。從一開始時失去自己丈夫的內心背傷憂鬱與煎熬，到慢慢走出喪夫之痛堅強振作，決心不因年齡自我設限，鼓起勇氣報考汽車駕訓班學習開車。為了充實人生，開始參加家政班，插花課，在花蓮慈濟醫院擔任志工。即便校書年資已達退休資格也不願意退休。 | 第1集－第2集  |
| 沈若庭 | 楊招治（幼年） | 本劇女主角，在花蓮玉里鎮三民國小擔任擔任三十多年老師。面對自己的丈夫黃東連突然過世，她一肩擔起照顧公公和娘家父母親三位老人家的責任。從一開始時失去自己丈夫的內心背傷憂鬱與煎熬，到慢慢走出喪夫之痛堅強振作，決心不因年齡自我設限，鼓起勇氣報考汽車駕訓班學習開車。為了充實人生，開始參加家政班，插花課，在花蓮慈濟醫院擔任志工。即便校書年資已達退休資格也不願意退休。 | 第 8，12集    |
| 林義雄 | 阿公           | 楊招治公公，職業是自耕農夫，年紀雖大還是自己種菜，面對自己的兒子黃東連突然過世，表面上沒有顯示太多的悲傷情緒，依然堅強的與自己媳婦楊招治生活下去。種田一輩子的阿公，有感自己體力的衰老，在政府推行補助休耕前，讓阿公陷入兩難。在爬果樹不慎跌倒之後，這才決定休耕。 | 第1集－第7集  |
| 韓宜邦 | 陳世淵         | 玉里鎮三民福氣站成員之一。 | 第5集－       |
| 謝麗金 | 陳阿桂         | 玉里鎮三民福氣站成員之一。 |               |
| 馬惠珍 | 陳長妹         | 玉里鎮三民福氣站成員之一。 | 第5集－       |
| 江青霞 | 李秀梅         | 玉里鎮三民福氣站成員之一。 |               |
| 耿慧珠 | 張阿媽         | 罹患關節炎到醫院看病巧遇到楊招治，因為生病行動不便常受到楊招治的照顧。 | 第3集－       |
| 朱飛   | 龍伯伯         | |               |

### 次要角色
| 演員   | 角色           | 介紹 | 登場集數             |
| 林文鈞 | 黃東連         | 楊招治丈夫，因病過世。曾在花蓮玉里農會上班，生前曾鼓勵自己太太楊招治要去考駕照，並學會駕駛開車，也非常孝順自己的爸爸，常常幫忙父親的農田工作，與購買好的農耕機器協助阿公工作。曾經跟自己妻子說過，最大心願是倘若病好了退休後想要在玉里社區幫助一些辛苦人，來回饋社會。 | 第1集－第3集         |
| 楊宗穎 | 黃東連（年輕） | 楊招治丈夫，因病過世。曾在花蓮玉里農會上班，生前曾鼓勵自己太太楊招治要去考駕照，並學會駕駛開車，也非常孝順自己的爸爸，常常幫忙父親的農田工作，與購買好的農耕機器協助阿公工作。曾經跟自己妻子說過，最大心願是倘若病好了退休後想要在玉里社區幫助一些辛苦人，來回饋社會。 | 第1集－第3集         |
| 上官鳴 | 招治父         | |                      |
| 張陽生 | 招治父（年輕） | |                      |
| 吳秀珠 | 楊陳玉珠       | 楊招治母親，因為年紀大了，罹患關節炎關係，所以走路行動稍有吃力，在自己女兒楊招治孝心常常陪她去醫院之下心裡很是感恩。 | 第1集－第3集         |
| 彭義   | 王伯伯         | |                      |
| 游君萍 | 阮氏碧銀       | |                      |
| 吳珈瑋 | 邱秀美         | |                      |
| 李沁凝 | 黃文怡         | 楊招治與黃東連的三女，也是一名老師，原本也是在花蓮教書，因母親的鼓勵，決定轉調到台北教書。但只要有空就會常跑回花蓮照顧自己母親與阿公，最大心願是自己嫁人後，希望自己媽媽與阿公都能辦理退休，接來台北親自孝順長輩。                                                     | 第1集－第3集         |
| 蘇均容 | 黃文怡（幼年） | 楊招治與黃東連的三女，也是一名老師，原本也是在花蓮教書，因母親的鼓勵，決定轉調到台北教書。但只要有空就會常跑回花蓮照顧自己母親與阿公，最大心願是自己嫁人後，希望自己媽媽與阿公都能辦理退休，接來台北親自孝順長輩。                                                     | 第1集－第2集         |
| 李信恩 | 黃偉熙         | 楊招治與黃東連的長子，在台北工作，但只要有空就會常跑回花蓮照顧自己母親與阿公，協助幫忙阿公農田割草事務，與幫忙母親家中電視天線及燈泡更換家裡事務，計畫之後到美國攻讀博士學位。                                                                                         | 第1集－第3集         |
| 張恩瑋 | 黃偉熙（幼年） | 楊招治與黃東連的長子，在台北工作，但只要有空就會常跑回花蓮照顧自己母親與阿公，協助幫忙阿公農田割草事務，與幫忙母親家中電視天線及燈泡更換家裡事務，計畫之後到美國攻讀博士學位。                                                                                         | 第1集－第2集         |
| 郭少軒 | 黃蕙怡         | 楊招治與黃東連的長女，與懿怡一樣嫁遠住在美國，聽聞阿公在爬果樹不慎跌倒之後，特定打國際電話回來關心問候， | 第3集－              |
| 劉珈瑄 | 黃蕙怡（幼年） | 楊招治與黃東連的長女，與懿怡一樣嫁遠住在美國，聽聞阿公在爬果樹不慎跌倒之後，特定打國際電話回來關心問候， | 第1集－第2集         |
| 王藝臻 | 黃懿怡         | 楊招治與黃東連的次女，與蕙怡一樣嫁遠住在美國，聽聞阿公在爬果樹不慎跌倒之後，特定打國際電話回來關心問候， | 第3集－              |
| 蘇郁雯 | 黃懿怡（幼年） | 楊招治與黃東連的次女，與蕙怡一樣嫁遠住在美國，聽聞阿公在爬果樹不慎跌倒之後，特定打國際電話回來關心問候， | 第1集－第2集         |
| 王淮仲 | 黃正熙         | 楊招治與黃東連的次子，就讀碩士學位，但只要有空就會常跑回花蓮照顧自己母親與阿公，協助幫忙阿公農田割草事務， | 第3集－第4集         |
| 張柏晟 | 黃正熙（幼年） | 楊招治與黃東連的次子，就讀碩士學位，但只要有空就會常跑回花蓮照顧自己母親與阿公，協助幫忙阿公農田割草事務， | 第1集－第2集         |
| 呂俍慧 | 林秋紅         | |                      |
| 蘇菲   | 陳敏子         | 是楊招治一起參與家政班認識的好友， |                      |
| 孫亞彤 | 何淑女         | 是楊招治一起參與家政班認識的好友，平時休閒興趣是學跳舞。 | 第2集－              |
| 廖苹伃 | 楊怡寧         | |                      |
| 林思彣 | 陳美好         | 曾是楊招治的學生，與自己老師的關係良好，對於自己未來的生涯規劃與婚姻大事，想法與自己母親有很大的出入時，常找楊招治詢問意見。 | 第1集－第2集         |
| 陳泰中 | 王成枝         | |                      |
| 鍾筱花 | 吳佳陵         | |                      |
| 李竹琴 | 陳月鶴         | 楊招治的姪女 |                      |
| 黃金鳳 | 美好母         | 陳美好的母親，因為求好心切，想要干涉並掌控自己的女兒未來人生規劃與婚姻大事，使得與自己女兒常發生口角，相處關係也相對緊張。 | 第1集－              |
| 畢志剛 | 楊昭德         | |                      |
| 慕蓉華 | 怡寧母         | |                      |
| 陳繪文 | 朱愛群         | |                      |
| 劉濟民 | 張玉麟         | |                      |
| 王竣民 | 王志鴻         | 舊的玉里慈濟醫院院長 | 第5集，第7集         |
| 陳玉婷 | 林佳鈐         | 在花蓮玉里鎮三民國小擔任教師的林老師是楊招治老師的多年同事，在教育局要求學校舉辦的帶領學生舞蹈比賽課程中與丁老師和楊老師互相支援合作。 | 第2集－第3集         |
| 謝美伊 | 丁春華         | 在花蓮玉里鎮三民國小擔任教師的丁老師是楊招治老師的多年同事，在教育局要求學校舉辦的帶領學生舞蹈比賽課程中與林老師和楊老師互相支援合作。 | 第2集－第3集         |
| 呂雲保 | 熊伯伯         | |                      |
| 李國禎 | 饒文成         | |                      |
| 蔡明瀚 | 里長           | | 第6集－第9集，第17集 |
| 王俊傑 | 錢源春         | |                      |
| 鍾振盛 | 姜俊明         | |                      |
| 素完真 | 邱校長         | |                      |
| 盧正嚴 | 蔡老師         | |                      |
| 魏山景 | 饒德發         | |                      |
| 官賢妹 | 吳阿婆         | |                      |
| 溫鳳秋 | 羅媽媽         | |                      |
| 閻健雄 | 招治弟         | |                      |
| 侯宥瑩 | 謝校長         | |                      |
| 郭英育 | 歐吉桑         | 慈濟人員，負責幫忙收功德款。 | 第2集                |

### 客串角色
| 演員   | 角色   | 介紹 | 登場集數     |
| 林建均 | 警察   | 楊招治為了要幫忙清掃個性古怪的鳥仔伯的家，而請來幫忙鎮懾鳥仔伯的警察，沒想到果然一舉奏效。                             | 第5集        |
| 曾證展 | 醫生   | |              |
| 廖德青 | 醫生   | |              |
| 林裕文 | 醫生   | |              |
| 李啟同 | 醫生   | |              |
| 宗儒   | 醫生   | |              |
| 林明億 | 醫生   | |              |
| 鄧明卉 | 護理師 | |              |
| 陳愛淳 | 護理師 | |              |
| 李品葳 | 護理師 | |              |
| 張哲倫 | 司機   | 楊招治在花蓮玉里汽車駕訓班的教練司機，非常細心溫柔的教導楊招治開車技巧。                                               | 第2集－第3集 |
| 張博為 | 錢同學 | 楊招治的學生，個性古靈精怪，因為沒有按時交作業，老師楊招治特別留下他來補交作業，也常常教導他身為做學生的基本學習義務。 | 第1集－第2集 |
| 麥海淇 | 小寶   | |              |

## 電視劇歌曲
| 曲別   | 歌名 | 演唱者 | 作詞   | 作曲   | 編曲          |
| 主題曲 | 春風 | 高慧君 | 陸中玲 | 陳宗緯 | 陳宗緯 李宗軒 |

## 大愛會客室名單
| 集數  | 日期          | 來賓 |
| 第1集 | 2018年9月13日 |      |

## 工作人員列表

### 製作團隊
- 監　製：王端正、葉樹姍、顧文珊
- 總策劃：黃崇家
- 製作人：王顯斌
- 執行製作人：李湧
- 編　審：曾橞箐
- 宣傳統籌：董碧玲
- 企  宣：黃玟瑜、黃昭傑、翁詩閔
- 導　演：林博生
- 攝　影：魏思傑
- 編　劇：洪嘉均
- 顧　問：楊招治

## 外部連結
- 同學，早安！官方網站 （页面存档备份，存于）－大愛劇場
- 大愛劇場的Facebook專頁
- 《同學，早安！ （页面存档备份，存于）》-YAHOO! TV（页面存档备份，存于） 線上看

| 臺灣 大愛電視 每週一至週五 20:00 - 20:50      | 臺灣 大愛電視 每週一至週五 20:00 - 20:50      | 臺灣 大愛電視 每週一至週五 20:00 - 20:50 |
| --------------------------------------------- | --------------------------------------------- | ---------------------------------------- |
|                                               | 同學，早安！ （2018年12月13日－2019年1月9日） |                                          |
| 幸福 遲到了 （2018年11月1日－2018年12月12日） | 掌中人生 （2019年1月10日－2019年2月6日）      |                                          |